# Gente invisibile
Gente invisibile è una raccolta di tre storie a fumetti scritti da Will Eisner.
Un giorno Eisner decise che doveva scrivere una storia sulla gente invisibile, quelle persone che incontriamo per strada ogni giorno e di cui, magari, non ci interesseremo mai nel corso della giornata, che balzeranno agli onori della cronaca solo per quelle notizie luttuose che ogni giorno leggiamo e che, spesso, dimentichiamo troppo in fretta. Nasce così una raccolta (3 racconti) intensa, dedicata a Carolyn Lamboy e alle altre anime andate di gente invisibile.

## Primo racconto
Rifugio
Pincus Pleatnik, il primo degli invisibili la cui storia Eisner ci narra, è forse il prototipo di un invisibile per scelta: egli cerca di essere veramente invisibile agli occhi del mondo, non si fa mai coinvolgere troppo dalla vita quotidiana fino a quando il mondo non lo reclama e vuole che, finalmente, faccia qualcosa da... morto! 
E così, proprio quando Pincus non vuole più essere invisibile, l'invisibilità lo richiama a sé. 

## Secondo racconto
Il potere
Morris, un uomo con il potere di guarire le persone malate, attraversa la vita convinto di poter fare agli altri solo del bene. Nel suo animo, però, non è poi così diverso da tutti i ciarlatani che imperversano sulle strade del mondo e il suo desiderio di aiutare diventa, invece, un tentativo di uscire dalla melma invisibile in cui ha vissuto per anni. 
Così, quando sembra che tutto vada bene, la vita gli riserva una sorpresa crudele e spietata, richiamandolo ad una vita invisibile e di sofferenza, per la quale nessuno si interesserà. Mai più. 

## Terzo racconto
All'ultimo sangue
Due donne, la madre e la fidanzata, combattono per il possesso, da qui fino all'eternità, del povero Herman, la cui invisibilità è palpabile, quasi una condizione naturale, piuttosto che una scelta o un caso della vita. Alla fine il dramma entrerà nella sua vita e, dopo la morte delle due contendenti, l'invisibilità lo richiamerà a sé, perché naturalmente invisibile.

## La dedica finale di Will Eisner
Questo libro è dedicato a Carolyn Lamboy. Invalida, priva di mezzi e sola, aveva abbandonato ogni speranza di aiuto da parte del sistema di previdenza sociale, dopo che la sua domanda di assistenza era andata smarrita nel sistema informatico della contea di Dade. Pochi giorni prima del Natale del 1990, Carolyn si impiccò nella sua stanza. Nel frattempo, un ospedale era finalmente riuscito a ottenere garanzie di copertura finanziaria dalla casa di riposo che non aveva accolto la sua domanda. I finanziamenti vennero resi disponibili il 3 gennaio 1991, pochi giorni dopo la sua morte. In mancanza di parenti stretti, l'obitorio trattenne il corpo per circa due mesi. Nessuno lo richiese e il 27 febbraio 1991 Carolyn Lamboy venne sepolta in una tomba senza nome al Memorial Park, nella contea di Dade, in Florida